# 豊富ホッキチャウダー
豊富ホッキチャウダー（とよとみホッキチャウダー）は、北海道豊富町で販売されているご当地グルメである。

## 概要
豊富町が開発し、2010年10月6日に販売を開始した新しいご当地グルメで、2010年10月現在町内の4店舗で提供している。和風だしをベースに、豊富産ホッキ貝と牛乳、道内産の野菜を使ったチャウダーとホッキをのせたオープンサンド、サロベツはまなす牛乳、チーズ入り野菜サラダのセットで販売されている。

## 参考
- 豊富ホッキチャウダー